# Declaração sobre orientação sexual e identidade de gênero das Nações Unidas
|  | Apoio    | Países que assinaram uma declaração da Assembleia Geral sobre os direitos LGBT e/ou apoiaram o Conselho de Direitos Humanos em sua resolução de 2011 sobre direitos LGBT (94 membros). |
|  | Oposição | Países que assinaram a declaração de 2008 contra os direitos LGBT (inicialmente 57 membros, agora 54 membros, na maior parte países de maioria islâmica).                              |
|  | Neutro   | Países que, no que respeita à ONU, não manifestaram apoio ou oposição oficial em relação aos direitos LGBT (46 membros).                                                               |

'Direitos LGBT e as Nações Unidas'

A proposta da declaração das Nações Unidas sobre orientação sexual e identidade de gênero é uma iniciativa holandesa e francesa, apoiada pela União Europeia e apresentada à Assembleia Geral da ONU em 18 de dezembro de 2008. A declaração, originalmente destinada para ser adotada como resolução, provocou outra declaração em sentido oposto promovida pela Liga Árabe. Ambas as declarações permaneceram abertas para assinaturas e nenhuma delas foi oficialmente adotada pela Assembleia Geral da ONU.
A declaração proposta inclui uma condenação da violência, assédio, discriminação, exclusão, estigmatização e preconceito baseado em orientação sexual e identidade de gênero. Inclui também a condenação de assassinatos e execuções, tortura, detenção arbitrária e a privação de direitos econômicos, sociais e culturais, por essas razões.
A declaração proposta foi elogiada como um avanço para os direitos humanos, quebrando o tabu de falar sobre os direitos LGBT nas Nações Unidas. Os críticos da declaração a classificaram como uma tentativa de legitimar as uniões civis ou casamento entre pessoas do mesmo sexo, a adoção por casais do mesmo sexo e outros "atos deploráveis", além de reduzir a liberdade de expressão religiosa contra o comportamento homossexual.